# National Film Award du meilleur film hindi
Le National Film Award du meilleur film hindi est l'une des catégories des National Film Awards présentées annuellement par la Direction des festivals de films (DFF), l'organisation créée par le ministère de l'Information et de la Radiodiffusion en Inde. C'est l'un des nombreux prix décernés pour les longs métrages et décerné avec le Silver Lotus (Rajat Kamal). Il honore le meilleur long métrage hindi du cinéma indien de l'année.
Réalisé par Sohrab Modi, le film Mirza Ghalib (en), sorti en 1954, a reçu la première médaille d'argent du président pour le meilleur long métrage en hindi. En 2019, c'est la comédie dramatique Chhichhore (en) qui emporte le prix.